# アロフィ島

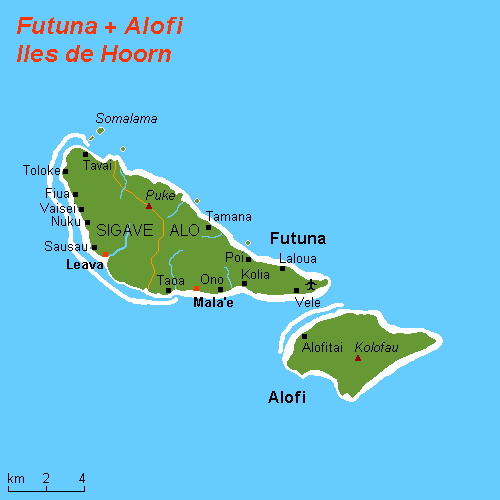
アロフィ島とフツナ島

アロフィ島(アロフィとう、Alofi)は、フランス海外領ウォリス・フツナの島。面積は32km2で、最高峰はコロファウ山(410m)である。フツナ諸島のアロ王国に属し、幅2kmの狭い海峡を隔ててフツナ島の南東に位置する。現在では2人（2003年）しか居住者がおらず、ほぼ無人島となっているが、ヨーロッパ人がやってくるまでは1900人ほどの人口があった。現在、2人の居住者は島の北西のアロフィタイ村に住んでいるが、かつては他にも北のソロガ、南東のサアヴァカ、北西のムアの4つの村が存在していた。土曜日になると、狭い海峡をわたってフツナ人がアロフィへとやってきて、島にある自分の農園を耕して帰る。島で栽培される作物はタバコが多い。
座標: 南緯14度21分 西経178度02分 / 南緯14.350度 西経178.033度